# 淮宿蚌城际铁路
淮宿蚌城际铁路，是位于中华人民共和国安徽省北部的一条在建高速城际铁路，是皖北地区城际铁路网的重要组成部分；是皖北城市群连接合肥都市圈的便捷通道；是沿京沪高铁的辅助城际通道；是一条以区域城际功能为主，兼顾路网功能的高速铁路。

## 项目概况
淮宿蚌城际铁路新建线路正线全长162.634公里，共设车站6座，其中新设车站4座、接轨站2座。正线特大桥8座合计139.628公里，中桥5座合计0.339公里，隧道1座1.011km，桥隧比90%。新建引入蚌埠南站高速场上、下行联络线共4.965公里；其中下行联络线1.464公里，桥梁长1.07公里。改建淮萧客车联络线上行线1.804公里。
全线设淮北北站、淮北西站、宿州西站、双堆集站、固镇南站、蚌埠南站6座车站，设计时速350公里/小时，估算投资255.88亿元，计划建设工期4年。线路自淮北北站引出，经淮北市、宿州市、蚌埠市，接入京沪高铁蚌埠南站。

## 计划及施工
2019年8月26日，淮宿蚌城际铁路环境影响评价及社会稳定风险评价第一次公示；2019年9月18日，进行环评第二次公示；2020年3月16日，环境影响报告书进行报批前公示。
2019年12月28日，淮宿蚌城际铁路双堆集站配套工程设施在淮北市濉溪县双堆集镇正式开工建设。
2020年11月5日和11月27日，安徽省政府、国铁集团分别联合批复了淮宿蚌城际铁路可行性研究报告与初步设计；12月30日，安徽省重点铁路项目集中开工动员会举行，淮宿蚌城际铁路控制性工程淮河特大桥开工。
2021年10月，淮宿蚌城际铁路跨淮河斜拉桥主体工程正式开建。
2022年4月，工程进入全面开建阶段。10月，淮宿蚌城际铁路进入架梁施工阶段。
2023年6月25日，淮宿蚌城际铁路全线唯一隧道——1316米的相山隧道正式进入洞身施工阶段，实现洞身双向掘进的节点目标。次年7月4日，相山隧道顺利贯通。
2024年11月16日，淮河特大桥主跨成功合龙。
2025年6月6日，全线架梁完成。